# Dipartimento di Castellanos
Castellanos è un dipartimento argentino, situato nella parte centro-occidentale della provincia di Santa Fe, con capoluogo Rafaela.
Esso confina a nord con il dipartimento di San Cristóbal, a est con quello di Las Colonias, a sud con quello di San Martín; e a ovest con la provincia di Córdoba.
Secondo il censimento del 2001, su un territorio di 6.600 km², la popolazione ammontava a 162.165 abitanti, con un aumento demografico del 14,21% rispetto al censimento del 1991.
Il dipartimento è suddiviso in 46 distretti (distritos), con questi municipi (municipios) o comuni (comunas):
- Aldao
- Angélica
- Ataliva
- Aurelia
- Bauer y Sigel
- Bella Italia
- Castellanos
- Colonia Bicha
- Colonia Bigand
- Colonia Cello
- Colonia Iturraspe
- Colonia Margarita
- Colonia Raquel
- Coronel Fraga
- Egusquiza
- Esmeralda
- Estación Clucellas
- Eusebia y Carolina
- Estación María Juana
- Eustolia
- Fidela
- Frontera
- Galisteo

- Garibaldi
- Hugentobler
- Humberto 1º
- Josefina
- Lehmann
- María Juana
- Mauá
- Plaza Clucellas
- Presidente Roca
- Pueblo Marini
- Rafaela
- Ramona
- Saguier
- San Antonio
- San Vicente
- Santa Clara de Saguier
- Sunchales
- Susana
- Tacural
- Tacurales
- Vila
- Villa San José
- Virginia
- Zenón Pereyra